# États et territoires fédéraux de Malaisie
La Malaisie est une fédération de treize États (en malaisien : negeri) et trois territoires fédéraux (wilayah persekutuan).

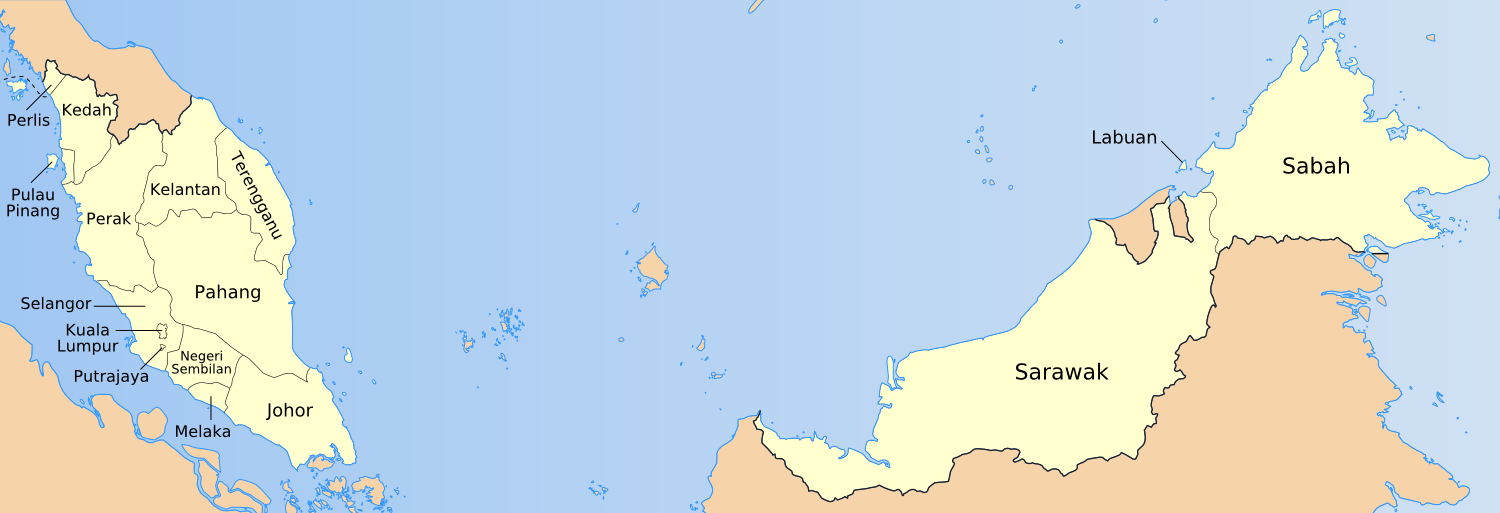
Carte des États de Malaisie

## Liste

### Malaisie péninsulaire
Onze des treize États et deux des trois territoires sont situés sur la péninsule Malaise (dans la liste suivante, les capitales sont données entre parenthèses) :
- États :
  - Sultanat de Johor (Johor Bahru) ;
  - Sultanat de Kedah (Alor Setar) ;
  - Sultanat de Kelantan (Kota Bharu) ;
  - Sultanat de Pahang  (Kuantan) ;
  - Sultanat de Perak (Ipoh) ;
  - Sultanat de Selangor (Shah Alam) ;
  - Sultanat de Terengganu (Kuala Terengganu) ;
  - Monarchie élective de Negeri Sembilan (Seremban) ;
  - Royaume de Perlis (Kangar) ;
  - Malacca (Bandar Melaka) ;
  - Penang (George Town).

- Territoires fédéraux :
  - Putrajaya (capitale administrative de la fédération) ;
  - Kuala Lumpur (capitale législative de la fédération) .

### Malaisie orientale
Deux des treize États et l'un des trois territoires sont situés sur l'île de Bornéo (dans la liste suivante, les capitales sont données entre parenthèses) :
- États :
  - Sabah (Kota Kinabalu) ;
  - Sarawak (Kuching).

- Territoire fédéral :
  - Labuan (Victoria).

## Gouvernance
Le pays est membre du Commonwealth britannique. Il est aussi une monarchie constitutionnelle avec un roi élu pour 5 ans (titré Yang di-Pertuan Agong) parmi les sultans des neuf États monarchiques de la péninsule malaise, qui ont chacun un monarque traditionnel et un premier ministre ou Menteri Besar qui dirige le gouvernement local. En pratique, les dirigeants des différents États sont choisis par rotation.

## États monarchiques
À l'époque coloniale, les États monarchiques avaient le statut de protectorat. Les titres monarchiques diffèrent selon les États. Le Kedah, le Kelantan, le Pahang, le Perak, le Selangor, Johor et le Terengganu ont un sultan. Le Negeri Sembilan appelle son souverain Yang di-Pertuan Besar. Enfin le petit État du Perlis, dans le nord du pays près de la Thaïlande a un raja.

## États civils
Les États péninsulaires de Penang et de Melaka et ceux de Sabah et Sarawak à Bornéo étaient des colonies directement administrées par les Britanniques. Ces quatre États ont un gouverneur (mandaté par la fédération) portant le titre de Yang di-Pertuan Negeri et un premier ministre.

## Statistiques
| Nom             | Code  | Abréviation | Population | Superficie (km2) | Densité (hab./km2) | Population urbaine (%) | Bumiputera (%) | Chinois (%) | Indiens (%) |
| --------------- | ----- | ----------- | ---------- | ---------------- | ------------------ | ---------------------- | -------------- | ----------- | ----------- |
| Johor           | MY-01 | JHR         | 2 740 625  | 18 987           | 144,3              | 65,2                   | 57,1           | 35,4        | 6,9         |
| Kedah           | MY-02 | KDH         | 1 649 756  | 9 425            | 175                | 39,3                   | 76,6           | 14,9        | 7,1         |
| Kelantan        | MY-03 | KTN         | 1 313 014  | 15 024           | 87,4               | 34,2                   | 95,0           | 3,8         | 0,3         |
| Kuala Lumpur    | MY-14 | KUL         | 1 379 310  | 243              | 5 676,2            | 100,0                  | 43,6           | 43,5        | 11,4        |
| Labuan          | MY-15 | LBN         | 76 067     | 92               | 826,8              | 77,7                   | 79,6           | 15,8        | 1,3         |
| Malacca         | MY-04 | MLK         | 635 791    | 1 652            | 384,9              | 67,2                   | 63,8           | 29,1        | 6,5         |
| Negeri Sembilan | MY-05 | NSN         | 859 924    | 6 644            | 129,4              | 53,4                   | 57,9           | 25,6        | 16,0        |
| Pahang          | MY-06 | PHG         | 1 288 376  | 35 965           | 35,8               | 42,0                   | 76,8           | 17,7        | 5,0         |
| Penang          | MY-07 | PNG         | 1 313 449  | 1 031            | 1 274              | 0,8                    | 42,5           | 46,5        | 10,6        |
| Perak           | MY-08 | PRK         | 2 051 236  | 21 005           | 97,7               | 58,7                   | 54,7           | 32,0        | 13,0        |
| Perlis          | MY-09 | PLS         | 204 450    | 795              | 257,2              | 34,3                   | 85,5           | 10,3        | 1,3         |
| Putrajaya       | MY-16 | PJY         | 45 000     | 148              | 304,1              | 100,0                  | 94,8           | 1,8         | 2,7         |
| Sabah           | MY-12 | SBH         | 2 603 485  | 73 619           | 35,4               | 48,0                   | 80,5           | 13,2        | 0,5         |
| Sarawak         | MY-13 | SWK         | 2 071 506  | 124 450          | 16,6               | 48,1                   | 72,9           | 26,7        | 0,2         |
| Selangor        | MY-10 | SGR         | 4 188 876  | 7 960            | 526,2              | 87,6                   | 53,5           | 30,7        | 14,6        |
| Terengganu      | MY-11 | TGN         | 898 825    | 12 955           | 69,4               | 48,7                   | 96,8           | 2,8         | 0,2         |

Source : Recensement national de 2000, département des statistiques de Malaisie ; les données pour le Putrajaya datent de 2004.

## Historique
Singapour était un État malais, de la formation de la fédération le 16 septembre 1963 jusqu'au 9 août 1965, date de son expulsion de la fédération.
Le Brunei a été invité à rejoindre la fédération au même moment que Singapour, le Sabah et le Sarawak, mais a rejeté l'offre et est demeuré un protectorat britannique jusqu'à son indépendance en 1984.